# Epalpus porteri
Epalpus porteri är en tvåvingeart som beskrevs av Juan Brèthes 1918. Epalpus porteri ingår i släktet Epalpus och familjen parasitflugor. Inga underarter finns listade i Catalogue of Life.